# Tereticus frater
Tereticus frater là một loài bọ cánh cứng trong họ Cerambycidae.